# Synagrops pseudomicrolepis
Synagrops pseudomicrolepis è un pesce osseo marino appartenente alla famiglia Acropomatidae.